# Loon op Zand
Loon op Zand (anhörenⓘ) ist eine Gemeinde in der niederländischen Provinz Noord-Brabant.
Im Ortsteil Kaatsheuvel befindet sich der Freizeitpark Efteling.

## Ortsteile
- Kaatsheuvel (Rathaus)
- Loon op Zand
- De Moer

## Politik
Die lokale Wahlliste GemeenteBelangen Loon op Zand gewann die letzte Kommunalwahl am 16. März 2022 mit rund 33 Prozent und verteidigte damit ihren Wahlsieg aus den Jahren 2014 und 2018. In der Legislaturperiode 2018–2022 bildete sie eine Koalition mit der CDA und VOOR LOON!.

### Gemeinderat
Der Gemeinderat wird seit 1982 folgendermaßen gebildet:
| Partei                               | Sitze a | Sitze a | Sitze a | Sitze a | Sitze a | Sitze a | Sitze a | Sitze a | Sitze a | Sitze a | Sitze a |
| Partei                               | 1982    | 1986    | 1990    | 1994    | 1998    | 2002    | 2006    | 2010    | 2014    | 2018    | 2022    |
| ------------------------------------ | ------- | ------- | ------- | ------- | ------- | ------- | ------- | ------- | ------- | ------- | ------- |
| GemeenteBelangen Loon op Zand b      | 6       | 5       | 5       | 7       | 8       | 7       | 7       | 7       | 5       | 6       | 7       |
| VVD                                  | 2       | 2       | 2       | 2       | 2       | 2       | 2       | 3       | 4       | 3       | 3       |
| Pro3 c                               | –       | –       | –       | –       | –       | –       | –       | 4       | 3       | 3       | 3       |
| CDA                                  | 3       | 4       | 5       | 3       | 3       | 4       | 4       | 3       | 4       | 4       | 3       |
| Voor Loon d                          | 3       | 3       | 2       | 3       | 3       | 3       | 1       | 2       | 3       | 3       | 2       |
| Toekomstig KLM                       | –       | –       | –       | –       | –       | –       | –       | –       | –       | –       | 1       |
| PvdA c                               | 2       | 3       | 2       | 1       | 2       | 1       | 4       | –       | –       | –       | –       |
| GroenLinks c                         | –       | –       | 1       | 1       | 2       | 1       | 1       | –       | –       | –       | –       |
| Progressief Akkoord                  | 1       | 1       | 1       | –       | –       | –       | –       | –       | –       | –       | –       |
| Partij voor Ouderen en Mindervaliden | –       | –       | –       | –       | 1       | 1       | –       | –       | –       | –       | –       |
| D66 c                                | 0       | 0       | 1       | 2       | 0       | –       | –       | –       | –       | –       | –       |
| Lijst Wies Pijnenburg b              | –       | 1       | 1       | –       | –       | –       | –       | –       | –       | –       | –       |
| Gesamt                               | 17      | 19      | 19      | 19      | 19      | 19      | 19      | 19      | 19      | 19      | 19      |

Anmerkungen

### College van B&W
Die Koalitionsparteien Algemeen Belang Laarbeek, CDA, Partij Nieuw Laarbeek, PvdA und De Werkgroep werden durch jeweils einen Beigeordneten im College van burgemeester en wethouders repräsentiert. Folgende Personen gehören zum Kollegium:
| Funktion         | Name              | Partei                        | Anmerkung                                        |
| ---------------- | ----------------- | ----------------------------- | ------------------------------------------------ |
| Bürgermeister    | Erik Ronnes       | CDA                           | kommissarisch; seit dem 2. September 2024 im Amt |
| Beigeordnete     | Gerard Bruijniks  | GemeenteBelangen Loon op Zand | –                                                |
| Beigeordnete     | Kees Grootswagers | CDA                           | –                                                |
| Beigeordnete     | Jan Brekelmans    | Voor Loon                     | –                                                |
| Gemeindesekretär | Coen Derickx      | –                             | seit Februar 2017 im Amt                         |

## Fernsehturm
Auf dem Gemeindegebiet von Tilburg befindet sich der Fernsehturm Loon op Zand. Dieser 1986 errichtete 130 Meter hohe Betonturm wird als Sendeeinrichtung für UKW-Rundfunk und TV benutzt.

## Sehenswürdigkeiten
- Sint-Jans Onthoofding (Kirche)
- Nationalpark De Loonse en Drunense Duinen

## Persönlichkeiten
- Paul Litjens (1947–2023), Hockeyspieler
- Onno Govaert (* 1987), Jazz- und Improvisationsmusiker (geboren in Kaatsheuvel)
- Hetty van de Wouw (* 1998), Radsportlerin (geboren in Kaatsheuvel)
- Silke Smulders (* 2001), Radrennfahrerin